# Portami su quello che canta
Portami su quello che canta. Processo a uno psichiatra è un libro di Alberto Papuzzi, scritto in collaborazione con Piera Piatti, che riporta e analizza le testimonianze del processo allo psichiatra Giorgio Coda, vicedirettore dell'ospedale psichiatrico di Collegno e direttore di villa Azzurra, a Grugliasco (Torino).
Coda fu condannato per maltrattamenti a cinque anni di detenzione, al pagamento delle spese processuali ed all'interdizione dalla professione medica per cinque anni, pene annullate successivamente nel processo d'appello per un vizio procedurale.  
Il titolo del libro deriva da un'affermazione di Coda (secondo quanto riportato dall'infermiere Giuseppe Biasini), il quale avrebbe sentito un malato cantare in un cortile e avrebbe deciso di praticargli un elettromassaggio, chiedendo all'infermiere: "Portami su quello che canta".

## Struttura e contenuto del libro
Il libro consta di sei capitoli:
1. Lettera dal Belgio: trascrizione di una lettera inviata da un italiano ricoverato in Belgio a Piera Piatti, dell'Associazione per la lotta contro le malattie mentali, sezione di Torino, nella quale si elogia il lavoro svolto
2. L'imputato: breve biografia, storia e carriera dell'imputato
3. L'istruttoria: la nascita del caso giudiziario
4. Il processo: la trascrizione degli atti e delle deposizioni più importanti del processo
5. La sentenza: il resoconto degli avvenimenti nei giorni immediatamente precedenti la sentenza e nel giorno stesso della sentenza
6. Cartolina da Asti: considerazioni, lettere ed esternazioni di alcuni ricoverati dopo la sentenza.